# Leuckartiara eckerti
Leuckartiara eckerti är en nässeldjursart som beskrevs av Bouillon 1985. Leuckartiara eckerti ingår i släktet Leuckartiara och familjen Pandeidae. Inga underarter finns listade i Catalogue of Life.